# Mostki (województwo małopolskie)
Mostki – wieś w Polsce położona w województwie małopolskim, w powiecie nowosądeckim, w gminie Stary Sącz.
Wieś duchowna, własność klasztoru klarysek w Starym Sączu, położona była w drugiej połowie XVI wieku w powiecie sądeckim województwa krakowskiego.

## Położenie
Położona jest w ogległości 3,5 km od centrum Starego Sącza, na północ od Gołkowic Dolnych, nad Dunajcem, na wysokości 320 m n.p.m. Graniczy z miastem Stary Sącz, Moszczenicą Niżną, Gołkowicami Dolnymi oraz Naszacowicami i Podegrodziem (wsiami z sąsiedniej gminy Podegrodzie).

## Historia
Od XIV w. były własnością klarysek starosądeckich. Należały od 1570 r. do starosądeckiej parafii. W latach 1770–1918 Mostki leżały w zaborze austriackim. Od 1782 r. należały do tzw. Funduszu Religijnego (austriacki skarb państwa). Po 1867 r. gmina jednowioskowa z obszarem dworskim. Istniały wówczas tutaj dwie karczmy Poczekaj i Stocznówka.
W latach 1933–1954 znajdowały się w gminie zbiorowej Stary Sącz - Wieś. Od 1954 do 1972 r. była gromadą GRN Gołkowice Dolne. Sołectwem gminy Stary Sącz zostały w 1973 r. W latach 1975–1998 miejscowość administracyjnie należała do województwa nowosądeckiego.